# ماجراهای گربه ملوس (مجموعه تلویزیونی)
فلیکس گربه (به انگلیسی: Felix the Cat) نام اصلی این سریال انیمیشنی است که در ایران با نام ماجراهای گربه ملوس دوبله و پخش شد. این سریال تلویزیونی در بین سالهای ۱٩۵٩ تا ۱٩۶٢ در ۱٢۶ قسمت و در ۵ فصل از تلویزیون آمریکا پخش می شد.
فلیکس گربه (ملوس)، گربه‌ای است که به همراه کیفِ زرد رنگِ جادویی خود در هر قسمت با ماجرای تازه ای روبه‌رو می‌شود. بهترین دوستِ فلیکس، پویندِکستر دانشمند جوانی است که همیشه عینک ته استکانی به چشم می زند. فلیکس همیشه به خوبی از پس پروفسور شرور و سگ بدجنس بر می آمد ...